# Ronde van Tsjechië 2012
De Ronde van Tsjechië 2012  was de derde editie van deze meerdaagse etappekoers. De ronde begon op 28 juni en eindigde een 4 dagen later, op 1 juli. Eindwinnaar werd František Padour.

## Etappe-overzicht
| etappe   | datum   | start   | finish    | afstand  | winnaar              | klassementsleider |
| -------- | ------- | ------- | --------- | -------- | -------------------- | ----------------- |
| 1e (TTT) | 28 juni | Uničov  | Uničov    | 25.9 km  | PSK Whirlpool-Author | František Padour  |
| 2e       | 29 juni | Olomouc | Prostějov | 147 km   | Zakkari Dempster     | František Padour  |
| 3e       | 30 juni | Jeseník | Šternberk | 193.8 km | Maroš Kováč          | František Padour  |
| 4e       | 1 juli  | Olomouc | Olomouc   | 179.2 km | Matej Jurčo          | František Padour  |

## Eindklassementen

### Algemeen klassement
| Plaats    | Naam                | Ploeg                         | Tijd        |
| --------- | ------------------- | ----------------------------- | ----------- |
| Gele trui | František Padour    | PSK Whirlpool-Author          | 13h 36m 08s |
| 2         | Pavel Kotsjetkov    | Itera-Katjoesja               | + 8s        |
| 3         | Sven van Luijk      | Cyclingteam Jo Piels          | + 24s       |
| 4         | Adil Jelloul        |                               | + 1m 1s     |
| 5         | Jan Polanc          | Radenska                      | + 1m 45s    |
| 6         | Tomáš Bucháček      | PSK Whirlpool-Author          | + 2m 33s    |
| 7         | Luka Pibernik       | Radenska                      | + 2m 59s    |
| 8         | Lorents Ola Aasvold | Plussbank - BMC               | + 3m 28s    |
| 9         | Jan Hirt            | Leopard-Trek Continental Team | + 4m 23s    |
| 10        | Jaka Bostner        | Radenska                      | + 4m 26s    |
|           |                     |                               |             |
| 21        | Kevin Pauwels       | Sunweb-Revor                  | + 7m 35s    |

### Putenklassement
| Plaats      | Naam             | Ploeg            | Punten |
| ----------- | ---------------- | ---------------- | ------ |
| Groene trui | Pavel Kotsjetkov | Itera-Katjoesja  |        |
| 2           | Jan Polanc       | Radenska         |        |
| 3           | Matej Jurčo      | Whirlpool-Author |        |

### Bergklassement
| Plaats    | Naam               | Ploeg                  | Punten |
| --------- | ------------------ | ---------------------- | ------ |
| Rode trui | Iker Camaño        | Endura Racing          |        |
| 2         | Vitaliy Popkov     | ISD-Lampre Continental |        |
| 3         | Anatoliy Pakhtusov | ISD-Lampre Continental |        |

2010 · 2011 · 2012 · 2013 · 2014 · 2015 · 2016 · 2017 · 2018 · 2019 · 2020 · 2021 · 2022 · 2023 · 2024